# 背教者ユリアヌス
『背教者ユリアヌス』（はいきょうしゃユリアヌス）は、辻邦生の長編歴史小説。
中央公論社の文芸雑誌『海』に1969年7月号（創刊号）から1972年8月号まで連載し、1972年10月に中央公論社から単行本が刊行された。1973年に毎日芸術賞を受賞した。歴史小説ファンタジーの名作と見なされることもある。

## 概要
4世紀のローマ帝国の皇帝で、キリスト教への優遇を改めようとしたことで後世「背教者」と呼ばれたユリアヌスの三十数年の生涯を描いた大作である。
生誕から幾多の試練を経てローマ皇帝に即位するも、遠征先のペルシアの砂漠で戦死するまでの生涯を、終生ギリシア哲学を学び、可能な限り事態に誠実に対処した人物として描く。

## 刊行書誌
- 背教者ユリアヌス（中央公論社、1972年）
  - 限定特装版（中央公論社、1975年）。限定500部
- 背教者ユリアヌス（中公文庫（上中下）、1974年 - 1975年）。下巻解説は篠田一士（友人）
  - 文庫改版（全4巻）、2017年 - 2018年。各巻に解説・解題を収録
- 辻邦生歴史小説集成（四・五・六） 背教者ユリアヌス（岩波書店、1992年 - 1993年）
- 辻邦生全集4 背教者ユリアヌス（新潮社、2004年） 回想解説は辻佐保子（妻）